# 全国労働組合連絡協議会 (1989-)
全国労働組合連絡協議会（ぜんこくろうどうくみあいれんらくきょうぎかい、略称：全労協（ぜんろうきょう）、英語: National Trade Union Council、略称：NTUC）は、日本のナショナルセンターである日本労働組合総連合会（連合）・全国労働組合総連合（全労連）のどちらにも加盟しないことを選んだ労働組合の共闘組織である。
なお連合や全労連と異なり、全労協は加盟組合の「連絡協議会」を自称し、自らを「ナショナルセンター」とはしておらず、後述のように両組織とは加盟者数規模にも大きな差があるものの、加盟労組の範囲が全国的なことからナショナルセンターとしても扱われることもある。

## 歴史

### 結成
かつての二大労働組合連合体だった日本労働組合総評議会（総評）と全日本労働総同盟（同盟）が1989年に日本労働組合総連合会（連合）を結成し、「労働戦線の統一」を提唱する。そして、民主党の支持母体となった。その一方、これを右傾化と反発した左派組合の中で日本共産党との関係が深い全国労働組合総連合（全労連）を結成した。その中で、連合(民主党)も全労連(日本共産党)もヨシとしない社民党系組合が、「どちらにも行かない、行けない組織」として、「たたかう、まともな労働運動」をスローガンに掲げて全国労働組合連絡協議会を1989年12月9日に結成した。総評元議長の太田薫、同元事務局長の岩井章、同元議長の市川誠らが総評から離れて作った労働研究センターが母体となっている。
そして、マガジン9によると加盟組合員数にも圧倒的な開きがあり、2021年時点で連合が約700万人、日本共産党系の全労連が約70万人、社民党系である全労協が約11万人である。

### 活動

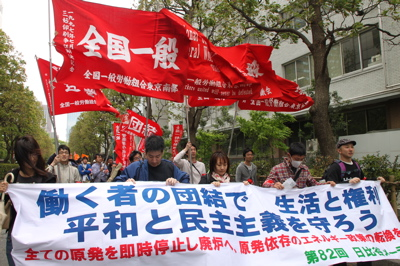
2011年全国労働組合連絡協議会（全労協）メーデー 東京

年に1回の定期大会を開催し、最近では2012年9月に第24回大会を開催した。
組合員は、厚生労働省による調査では2019年6月30日時点で10万7,618人となっている。組合員数は連合の約65分の1、全労連の約7分の1であり、労働運動に与える影響力は国鉄問題などの例外を除いて小さい。ただし、全国に加盟組織を持つ運動体であり、連合や全労連との協力により「労働組合の完全統一行動」という象徴的な意味を与えることがある。
政治面ではかつての日本社会党左派との関係が深く、その流れを汲む社会民主党と新社会党を支持している。
運動方針の柱は護憲・反戦・反在日米軍基地・平和運動と国鉄闘争（国労加盟員1047人のJR不採用問題）支援を中心とした反解雇・合理化などの要求獲得闘争としている。また、一部の問題などでは連合や全労連との協力も行っている。連合や全労連とは異なり、全日建や新左翼諸派とも共闘する場面もある。
メーデーは毎年5月1日日比谷野外音楽堂で行われる。2016年以降は全労連から来賓が訪れ、同日代々木公園で行われる全労連系メーデーに全労協の来賓が参加するなど協力を深めている。

## 加盟組合
| 組合名                                     | 略称                   | 組合員数 | 産業・企業                                   |
| ------------------------------------------ | ---------------------- | -------- | -------------------------------------------- |
| 共生ユニオンいわて                         | なし                   |          | 一般                                         |
| 電気通信産業労働組合                       | 電通労組               |          | 日本電信電話                                 |
| 鉄道産業労働組合                           | 鉄産労                 |          | 東日本旅客鉄道                               |
| 郵政合同労働組合                           | 郵政合同               |          | 日本郵政                                     |
| 国鉄労働組合                               | 国労                   | 9,316    | JR                                           |
| 千代田ユニオン                             | なし                   |          | 一般                                         |
| 東日本NTT関連合同労働組合                  | N関労東                |          | 日本電信電話                                 |
| ユニオンネットお互いさま                   | お互いさま             |          | 一般                                         |
| 全国一般労働組合全国協議会                 | 全国一般全国協         | 8,050    | 一般                                         |
| 全国一般東京南部労働組合                   | 全国一般東京南部       |          | 一般                                         |
| 全水道東京水道労働組合                     | 全水道東水労           | 4,472    | 東京都水道局、東京都下水道局                 |
| 全労協全国一般東京労働組合                 | 全労協全国一般東京労組 | 約3,500  | 一般                                         |
| 全統一労働組合                             | 全統一                 | 4,783    | 一般                                         |
| 大田区職員労働組合                         | 大田区職労             |          | 大田区役所                                   |
| 自治労東京都庁職員労働組合主税局支部       | 自治労都庁職主税局支部 |          | 東京都主税局                                 |
| 東京都学校ユニオン                         | なし                   |          | 東京都公立学校                               |
| 東京清掃労働組合                           | 東京清掃               | 4,415    | 東京二十三区清掃一部事務組合、23区役所清掃課 |
| 東京都障害児学校労働組合                   | 都障労組               |          | 東京都公立特別支援学校                       |
| 東京都労働組合連合会                       | 都労連                 | 34,249   | 東京都                                       |
| 全国一般労働組合全国協議会東京東部労働組合 | 全国一般東京東部労組   | 約850    | 一般                                         |
| 文京区職員労働組合                         | 文京区職労             |          | 文京区役所                                   |
| 東京北区地域ユニオン                       | 北区地域ユニオン       |          | 一般                                         |
| 郵政産業労働者ユニオン                     | 郵政ユニオン           | 2,683    | 日本郵政                                     |
| 川越地域ユニオン                           | なし                   |          | 一般                                         |
| 佼成学園教職員組合                         | 佼成学園教職組         |          | 佼成学園                                     |
| 安倍川製紙労働組合                         | 安倍川製紙労組         |          | 王子エフテックス                             |
| 大阪教育合同労働組合                       | 教育合同               |          | 教育                                         |
| 全労協護法労働組合                         | 全労協護法労組         |          | 大阪障害者母子寡婦福祉事業協会               |
| 大阪西運送労働組合                         | 大阪西運送労組         |          | 大阪西運送                                   |
| トーヨー労働組合                           | トーヨー労組           |          | トーヨー                                     |
| JASS労働組合                               | JASS労組               |          | JA-SS                                        |
| 大阪府理容生活衛生同業組合労働組合         | 大理生労組             |          | 大阪府理容生活衛生同業組合                   |
| NHKスタッフユニオン                        | なし                   |          | 日本放送協会                                 |
| 大阪清掃合同労働組合                       | なし                   |          | 清掃                                         |
| 大阪電気通信産業合同労働組合               | 電通合同               |          | 日本電信電話                                 |
| 報徳学園教職員組合                         | 報徳学園教職組         |          | 報徳学園                                     |
| 福山市現業労働組合                         | 福山市現労             |          | 福山市役所                                   |
| ユニオンぜんろうきょう                     | なし                   |          | 一般                                         |
| ユニオンネット・埼玉                       | なし                   |          | 一般                                         |
| 千葉スクラムユニオン                       | スクラムユニオン       |          | 一般                                         |
| 大阪北摂合同労働組合                       | 大阪北摂合同労組       |          | 一般                                         |
| 全労協退職者ユニオン                       | なし                   |          | 退職者                                       |

## 地方全労協
- 全国労働組合連絡協議会宮城県協議会（宮城全労協）
- 全国労働組合連絡協議会東北協議会（東北全労協）
- 全国労働組合連絡協議会東京都協議会（東京全労協）
- 全国労働組合連絡協議会東部協議会（東部全労協）
- 全国労働組合連絡協議会西部協議会（西部全労協）
- 全国労働組合連絡協議会南部協議会（南部全労協）
- 全国労働組合連絡協議会北部協議会（北部全労協）
- 全国労働組合連絡協議会練馬協議会（練馬全労協）
- 全国労働組合連絡協議会中部協議会（中部全労協）
- 三多摩全労協準備会（三多摩全労協（準））
- 神奈川県労働組合共闘会議（神奈川県共闘）
- 静岡県労働組合共闘会議（静岡県共闘）
- 全国労働組合連絡協議会愛知県協議会（愛知全労協）
- 京都地方労働組合総評議会（京都総評） - 全労連にも加盟
- 全国労働組合連絡協議会大阪府協議会（大阪全労協）
- 広島県労働組合連絡協議会（広島県労協）
- 全国労働組合連絡協議会徳島県協議会（徳島全労協）
- 全国労働組合連絡協議会長崎県協議会（長崎全労協）

## 協力組織
| カテゴリー                   | 団体 |
| ---------------------------- | --- |
| 労働組合・労働に関する団体   | - 日本労働組合総連合会（連合，特に旧総評系の組織。） - 全国労働組合総連合（全労連） - 全日本建設運輸連帯労働組合（全日建） - 中小労組政策ネットワーク - NPO法人官製ワーキングプア研究会 |
| 大衆組織・市民団体           | - フォーラム平和・人権・環境 - I女性会議 - 部落解放同盟（解放同盟） - 日本音楽協議会 - オール沖縄 - 沖縄平和運動センター - 安保法制の廃止と立憲主義の回復を求める市民連合 - 総がかり行動実行委員会 - 在日本朝鮮人総聯合会（朝鮮総連） - 在日韓国民主統一連合（韓統連） - 日本社会主義青年同盟（社青同） - 共同テーブル - 東京総行動 |
| 農民団体                     | - 全日本農民組合連合会 |
| 反核団体                     | - 原水爆禁止日本国民会議 |
| 法務団体                     | - 日本労働弁護団 - 救援連絡センター |
| 共闘関係にある政党・政治団体 | - 立憲民主党 - 社会民主党 - 新社会党 - 沖縄社会大衆党 - 全国市民政治ネットワーク - 緑の党グリーンズジャパン - 県民クラブ (大分) |
| 国外組織・国際的組織         | - 全国民主労働組合総連盟（民主労総） - フィリピントヨタ労組 |

## 輩出議員
- 大椿裕子副党首- 社会民主党所属の参議院議員。出馬以前は、加盟組合である大阪教育合同労働組合の執行委員長。